# Ángel Luis Ortiz Monasterio Castellanos
Ángel Luis Ortiz Monasterio Castellanos (* 6. November 1942 in Mexiko-Stadt) ist ein mexikanischer Botschafter.

## Leben
Ángel Luis Ortiz Monasterio Castellanos studierte internationale Beziehungen am Colegio de México und trat 1964 in den auswärtigen Dienst. Er leitete die Abteilung Nordamerika des diplomatischen Dienstes in der Secretaría de Relaciones Exteriores (SRE), die Öffentlichkeitsarbeit im SRE und die Programas Fronterizos de la Secretaría de Educación Pública. Zudem war er Generaldirektor der Abteilung Menschenrechte in der Secretaría de Gobernación.
Er war an den Botschaften in Havanna, Quebec, San José (Costa Rica) und Santo Domingo akkreditiert.
Er war Professor für diplomatisches Recht, Internationales Recht und Geschichte der Diplomatie an der Fakultät für Politikwissenschaften an der Universidad Nacional Autónoma de México.
Während seiner Zeit in Teheran war er auch bei der Regierung in Tadschikistan akkreditiert.
| Vorgänger                          | Amt                                                                      | Nachfolger                          |
| ---------------------------------- | ------------------------------------------------------------------------ | ----------------------------------- |
| Joaquín Mercado Flores             | mexikanischer Botschafter in Kingston 20. Januar 1992 bis 4. August 1994 | María Cristina de la Garza Sandoval |
| Andrés Leopoldo Valencia Benavides | mexikanischer Botschafter in Bogotá 1. Februar 2001 bis 3. Dezember 2003 | Gilberto Limón Enríquez             |
| Salvador Cassián Santos            | mexikanischer Botschafter in Teheran 3. Februar 2005 bis 4. August 1994  | Raúl Millán González                |